# シアノトキシン
シアノトキシン（cyanotoxin、藍藻毒）は、藍藻（シアノバクテリア）が生産する毒素の総称。水の華、アオコを形成するシアノバクテリアに毒素を生産するものが多い。汚染された水を飲んた家畜や人が死亡した例も多い。毒素を生産する酵素の遺伝子はまとまったオペロンを形成して、水平移動や脱落をくり返すため、近縁種でも生産する株としない株がいる。魚や貝に蓄積され、貝毒の原因などにもなる。

## シアノトキシンの例

### ペプチド

ミクロシスチン-LR

ミクロシスチン単細胞性Microcystis aeruginosa（アオコとして知られる）が生産。7個のアミノ酸が結合した環状ペプチドで、リボソームではなく、複合酵素系で合成される。そのため、合成系の遺伝子オペロンは50kbを超える。タンパク質ホスファターゼ PP1およびPP2Aを強く阻害する。強い肝臓毒性がある。
ノジュラリン糸状性シアノバクテリアのNodulariaが生産する。5個のアミノ酸が結合した環状のペプチドで、強い肝臓毒活性がある。タンパク質ホスファターゼ阻害剤。
ミクロビリジン (microviridin)プロテアーゼ阻害活性あり。単細胞性シアノバクテリアMicrocystis aeruginosaが生産する。ペプチド性毒としては珍しく通常の遺伝子 (mdnA) から発現した前駆体タンパク質から切り出され、さらに分子内エステル結合を生じて環化されて、合成される。ミジンコの脱皮を阻害する。

### アルカロイド

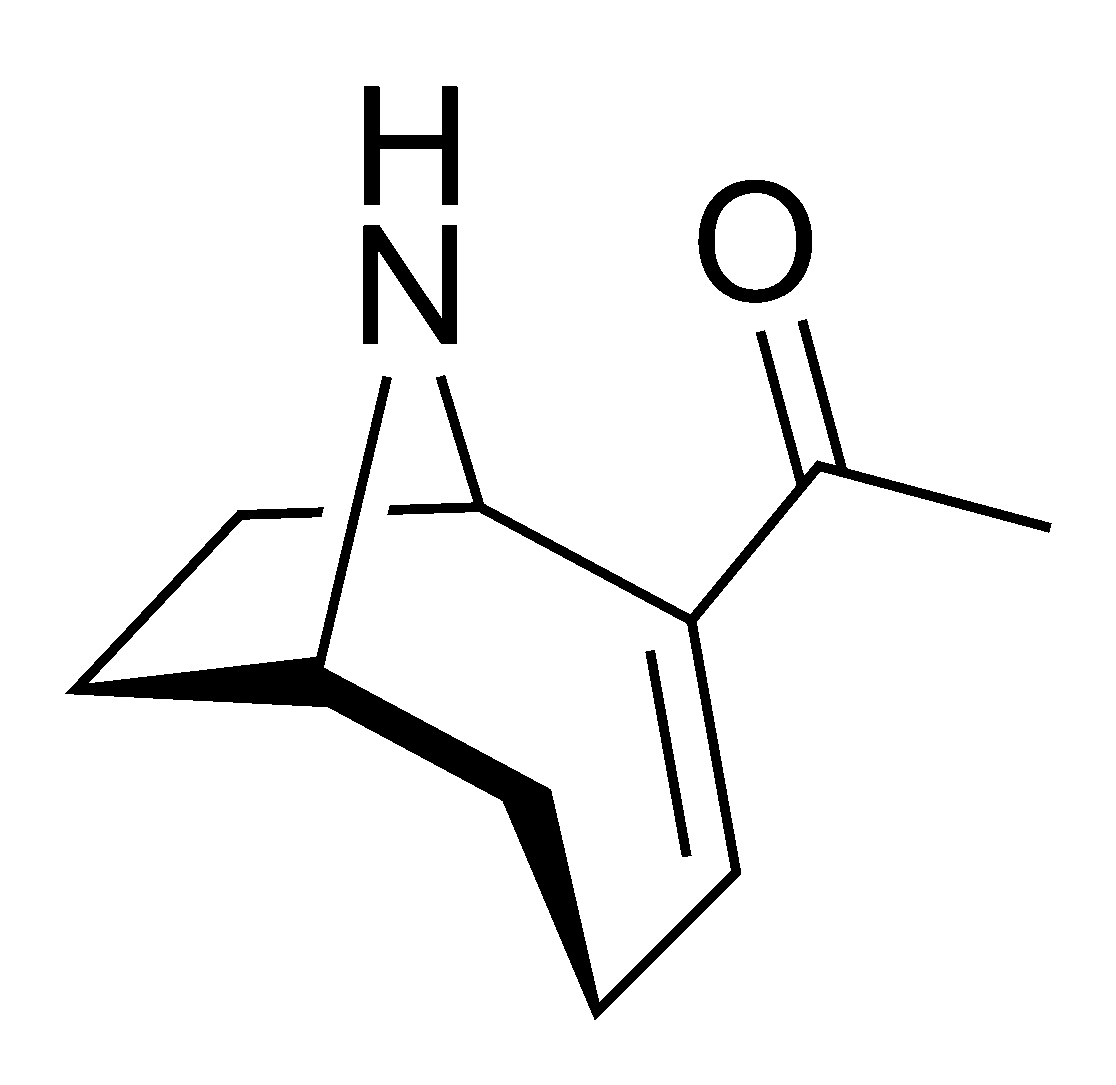
アナトキシン-a

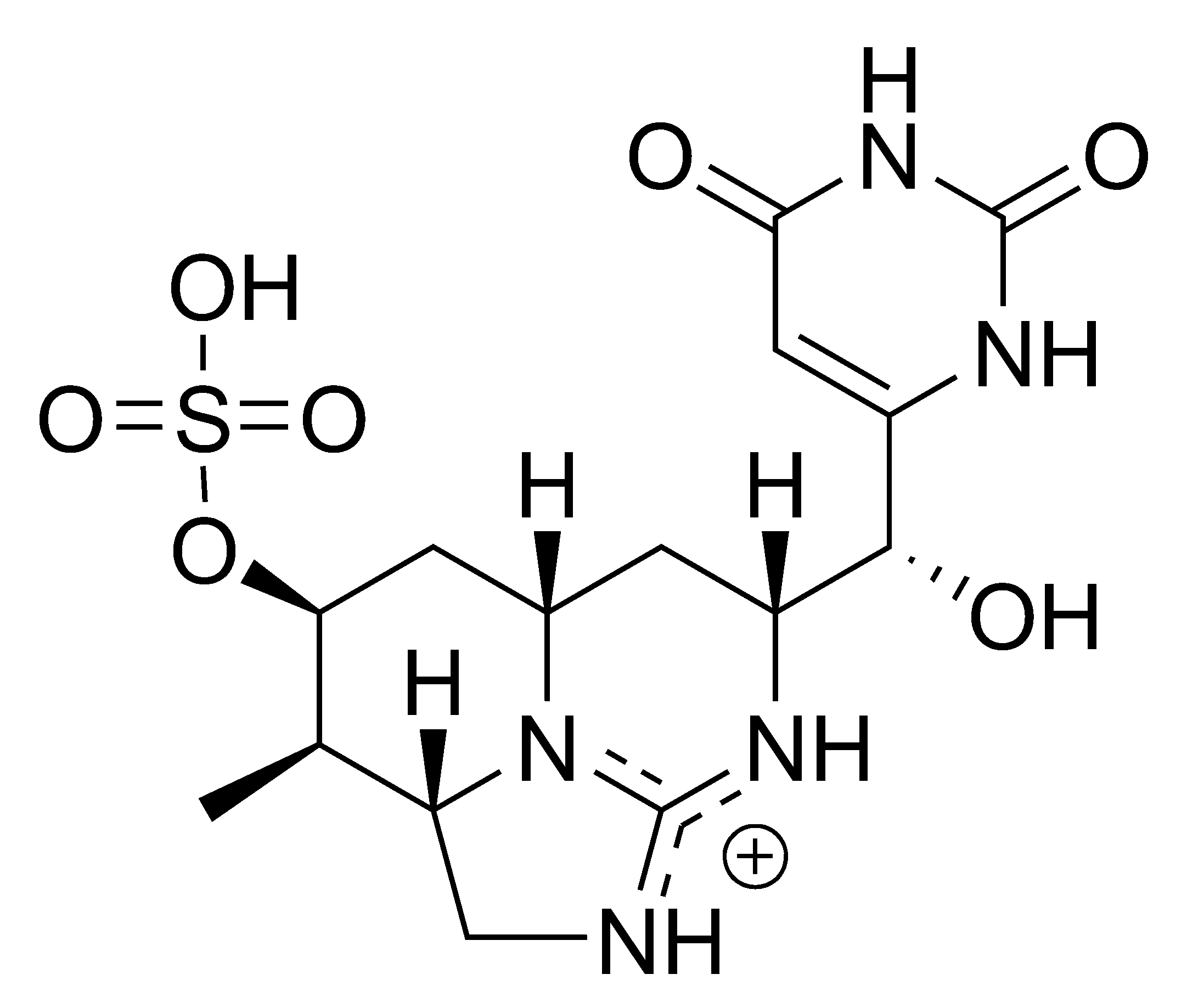
シリンドロスペルモプシン

アナトキシン-a (anatoxin-a)ニコチン性アセチルコリン受容体の強力なアゴニスト。Anabaena, Aphanizomenon, Cylindrospermum, Microcystis, Oscillatoria, Planktothrix, Raphidiopsisなどが生産する。
サキシトキシン淡水ではシアノバクテリア（Anabaena circinalis、Lyngbya wollei、Cylindrospermopsis raciborski, Aphanizomenon sp. など）が生産。海水では、渦鞭毛藻類 (Alexandrium, Pyrodinium, Gymnodinium) が合成するものが、貝を経由して「貝毒」としても有名。
シリンドロスペルモプシン (cylindrospermopsin)Cylindrospermopsisが生産する。
リングビアトキシンALyngbya majusculaが生産する。

## 文献
1. ↑  渡辺真利代、原田健一、藤木博太(編)『アオコ』東京大学出版会、1994年、257頁。ISBN 4-13-066152-3。
2. ↑  Ziemert N, Ishida K, Liaimer A, Hertweck C, Dittmann E (2008). “Ribosomal synthesis of tricyclic depsipeptides in bloom-forming cyanobacteria”. Angew. Chem. Int. Ed. Engl. 47 (40):  7756-7759. doi:10.1002/anie.200802730. PMID 18683268.